# Jamón de Bayona

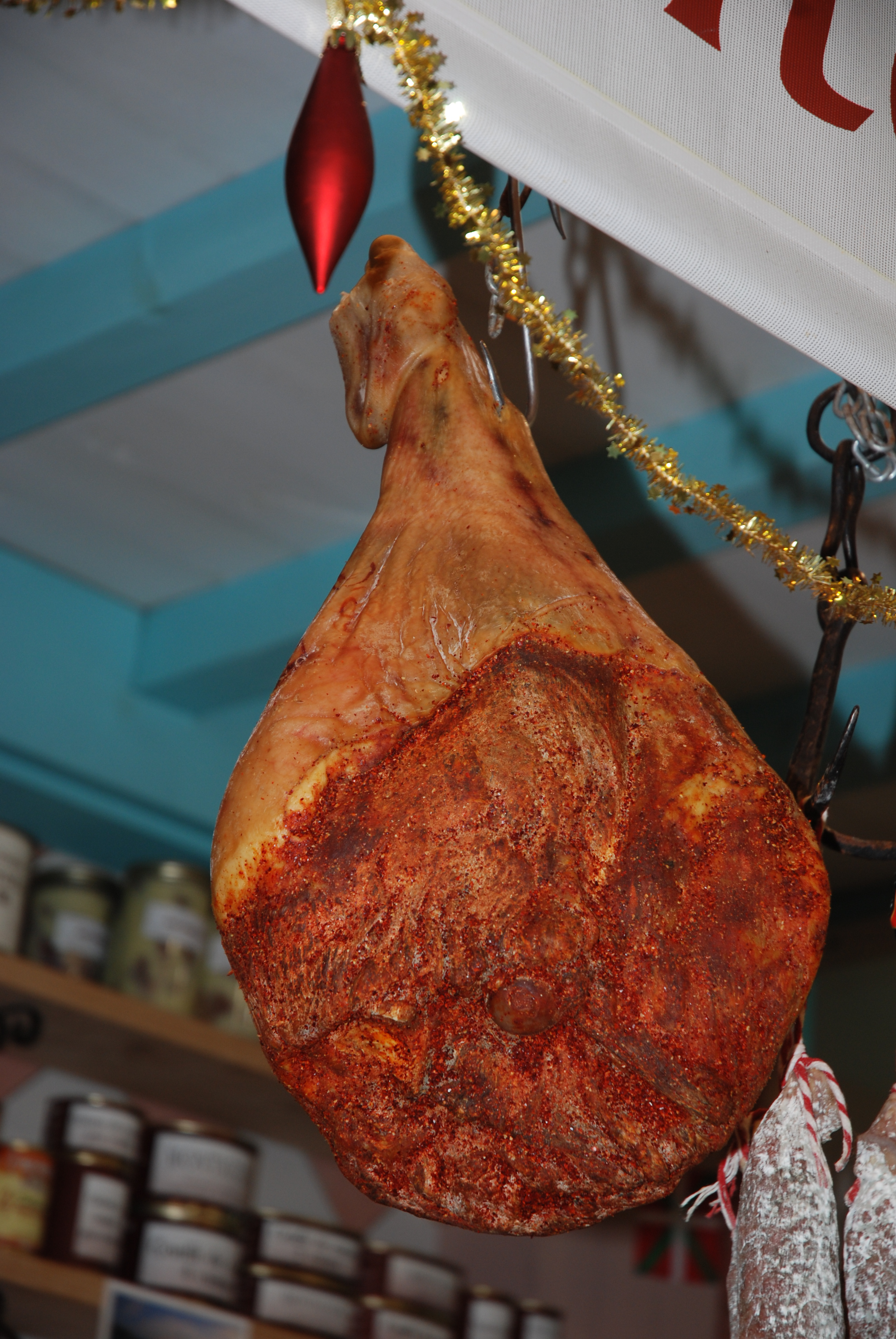
Jamón de Bayona.

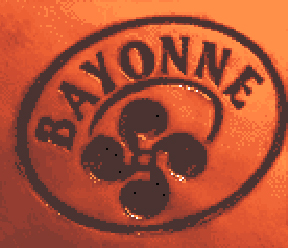
Sello impreso en cada jamón de Bayona.

El jamón de Bayona es una especialidad gastronómica propia de las tierras del valle del Adur (recibiendo su nombre de la ciudad vascofrancesa de Bayona, principal núcleo urbano de dicha área). Se trata de un jamón de cerdo curado y salado, al estilo del jamón serrano pero menos curado y menos salado.

## Características
Este producto ostenta la categoría de Indicación Geográfica Protegida (IGP) por la Unión Europea desde el 7 de octubre de 1998. Para obtener dicha etiqueta de calidad, la pierna a curar debe proceder de las patas traseras de un cerdo de sur-oeste (un área que cubre 22 departamentos) alimentado con al menos un 60 % de cereales.
Así mismo, debe haber sido salada con sal de las salinas del Pays de l'Adour y haber permanecido al menos 7 meses en proceso de curación dentro del mismo territorio (Pirineos Atlánticos, Altos Pirineos, Landas y Gers). Tradicionalmente, en el País Vasco la pierna se unta con pimentón de Espelette para su curación.

## Historia
El jamón crudo salado y secado es una preparación tradicional en muchas zonas. En el suroeste de Francia se preparaba a mediados de invierno en todas las granjas. Lo encontramos representado en el s XII, en el portal de la catedral de Santa María de Olorón, esculpido hacia 1120, en el que se representan muchos aspectos de la cocina bearnesa de aquel entonces. Varias esculturas representan el sacrificio y despieze de jabalís o cerdos.
En 1534, François Rabelais cita el "jamón de Bayona" en Gargantúa donde dice que Grandgousier, el padre de Gargantúa, tiene " en general buenas reservas de jamón de Mayence y de Bayona  '.
En 1564, se le cita como "jamón Vasco" en los suministros de la casa de Albret. En el siglo XVII los "jamones de Lahontan", una aldea cerca de Orthez, son muy reputados: después de los jamones de Mayence llegan  'los de Bayona entre los cuales sobresalen los auténticos Lahontan por su bondad y delicadeza' ' ". Esta apelación incluía tanto varias procedencias (Orthez, Saint-Faust, Oloron-Sainte-Marie, y en general una buena parte del Bearne e incluso la Gascuña) como unas técnicas de preparación particulares. No se sabe si, después del secado, se ahumaba, porque las fuentes documentales son contradictorias.
A partir del s XVII, al convertirse en objeto de especulación de gran importancia, apareció una cierta normalización; este producto del sur de la Gascuña (Bearne, País Vasco, Chalosse) se convertiría en el jamón de Bayona. Los mayoristas lo compraban en las granjas y lo enviaban a las grandes ciudades.
En 1672, Louis Froidour explica que se llamaba 'jamones de Bayona' a los jamones de Soule porque se exportaban a partir del puerto de Bayona.
En diciembre de 1996, los salazoneros obtuvieron una etiqueta europea (Indicación Geográfica protegida). que establece el área de producción de los cerdos y los criterios de preparación para que los jamones reciban la denominación "jamón de Bayona".

## Preparación tradicional

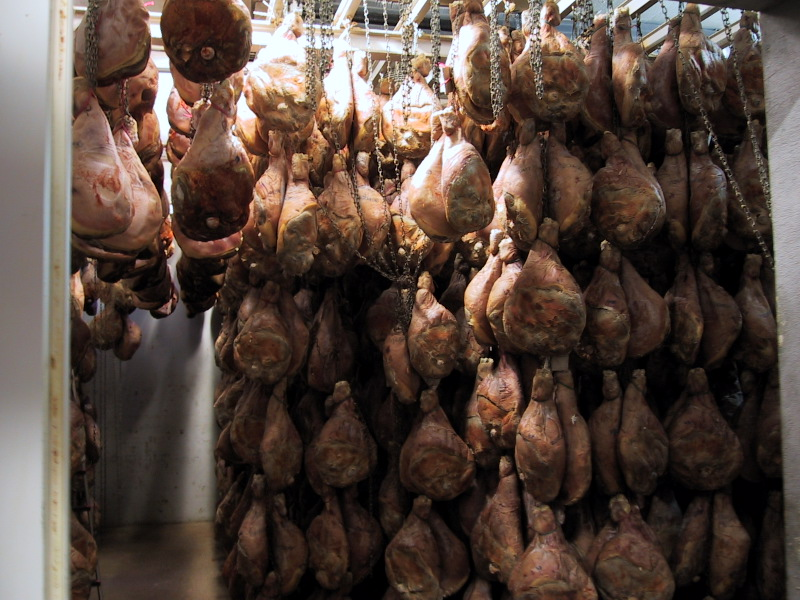
Secado de jamones de Bayona

Se toman los dos jamones del cerdo recién sacrificado entre principios y mediados de invierno y se les hace un intenso masaje manual para eliminar cualquier resto de sangre y ablandar la carne. A continuación se frotan con sal de Salies-de-Béarn. Ambos jamones se colocan durante diez días en un salador, enterrados en sal. Se sacan de la sal, se limpian, se les añade pimienta y se les deja colgando al aire libre durante dos meses (de ahí la importancia de los inviernos fríos en esta preparación).
En el País Vasco, a veces se añade pimiento de Espelette. Se suelen proteger los jamones en "bolsas de jamones" de gasa
El secado se continuará durante unos meses en la cocina o en la despensa de la granja. Tradicionalmente se comienza a consumir después del verano.

## Preparación Industrial del jamón de Bayona
Desde el 7 de octubre de 1998, la Unión Europea protege la denominación jamón de Bayona con una Indicación Geográfica Protegida (IGP). Esta etiqueta define el jamón de Bayona como "pata de cerdo preparada, salada con sal seca de la cuenca del Adour y secada en la zona de Adour, situada en el suroeste de Francia, durante más de 7 meses ".
El IGP define en primer lugar el área de producción de los cerdos utilizados: se trata en sentido amplio de "cerdos del sur-oeste", - sin especificar el modo de cría - que deben haber sido alimentados con alimentos que contengan al menos el 60 % de cereales, o 60 % de cereales y guisantes. Aplica a veintidós departamentos: Aquitania, Poitou-Charentes y Midi-Pyrénées y las regiones vecinas. La zona de elaboración de los jamones (salazón, secado, curación, deshuesado) es el área geográfica francesa al suroeste del río Adur incluyendo los cantones periféricos al río. Abarca el departamento de los Pirineos Atlánticos y algunos de los departamentos de los Altos Pirineos, Landas y Gers.
Las técnicas empleadas por los salazoneros se derivan directamente de la técnica tradicional. 
La elaboración del jamón de Bayona se realiza en tres grandes etapas:
- Salazón: Después del masaje, el jamón se introduce en sal de Salies o de Mouguerre a la que se le ha añadido salitre (Nitrato de potasio) y, a veces, azúcar y especias.[10] Se conserva en cámara frigorífica y cubierto de sal a 3-4 °C, con una humedad del 80 %, durante ocho a doce días dependiendo del peso (que apenas varía de un tamaño estándar de 8,5 kg antes del secado).
- Una vez fuera de la sal y limpio, el jamón se coloca durante dos meses en una cámara frigorífica ventilada (3-4 °C) para extraerle la humedad.
- Se limpia de nuevo y se deja secar a 14 °C con un 70 % de humedad durante siete a doce meses, dependiendo de la calidad del cerdo que se utilice y el grado de curación deseado por el fabricante. Durante el secado, se recubre el jamón con una mezcla de grasa y harina de trigo para que no se forme una corteza dura.

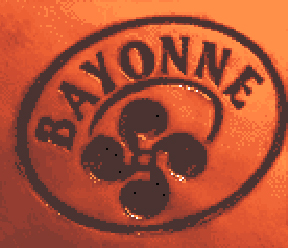
Sello estampado en cada "jamón de Bayona".

Los productores están organizados en el "Consorcio del Jamón de Bayona", que abarca todos los eslabones de la cadena: fabricantes de piensos, grupos de productores porcinos, mataderos y salazonadores. Estos jamones, los únicos que pueden llevar la denominación jamón de Bayona, se reconocen por el sello del consorcio.
El jamón de Bayona se comercializa a veces "entero con hueso", pero la mayor parte de las veces se presenta entero, deshuesado y envasado al vacío o precortado en lonchas. Solo los jamones con el sello del consorcio se pueden comercializar bajo la denominación "jamón de Bayona".
El 13 de enero de 2012, el consorcio del jamón de Bayona presentó ante el Institut national de l'origine et de la qualité (INAO), una petición para que el "jamón de Bayona" sea reconocido Denominación de origen protegida (DOP).

## Rebozado
El rebozado (pannage en francés) del jamón de Bayona consiste en cubrir la parte carnosa con una mezcla de grasa de cerdo y harina de arroz (no se debe confundir con el pan rallado). En la última etapa de la preparación, se rebozan los jamones de curación larga (entre 9 y 18 meses). Los jamones se rebozan cuando alcanzan aproximadamente el 22 % de pérdida de peso (con respecto al peso fresco). El rebozado se puede hacer a mano, con un pincel y usando una mezcla líquida o con pistola.

## Maridaje (combinación vino y comida)
Tradicionalmente, se aconseja comer este jamón acompañado de un Vino rosado (Irouléguy (AOC), Bandol AOC, lirac (AOC), Tavel (AOC)) o de un Vino tinto, como el Beaujolais (AOC), el Irouléguy (AOC) o de un vino de Viñedo de Languedoc-Rosellón, finalmente con un Vinos de postre como Pacherenc du Vic-Bilh resulta perfecto.